# Coworking

Coworking Iroda Budapesten

A coworking (magyar fordításai: közösségi munkavégzés, közösségi munkahely, közösségi iroda) egy olyan munkahely (coworking office), amelyen többen (akik munkájához szükséges eszközök akár egy laptop-táskában elférnek) egyazon térben egymástól függetlenül dolgozhatnak, munka közben ismerkedhetnek, tapasztalatot cserélhetnek. A közösségi iroda bérlés egy költséghatékony alternatívája a konvencionális irodabérlésnek, a közös infrastruktúra, például irodai berendezések, nyomtatók, fénymásolók, flipchartok és kivetítők, közművek, recepciós és értékmegőrzési szolgáltatások használata révén. Egyes közösségi irodában a szolgáltatási csomagban frissítők, irodai masszázs illetve csomagküldő szolgáltatás is megtalálható. A coworking közösségi munkaterekben (coworking spaces) zajlik, amik átmenetet képeznek egy bérelhető iroda, egy klub és egy kávéház között. Elsősorban azokat a távmunkásokat és neonomádokat célozza meg, akiknek az otthoni munkavégzés túl ingerszegény, a kávéházak pedig a zaj, füst és más zavaró tényezők miatt kényelmetlenek.

## Története
A coworking ötlete amerikai eredetű. A coworking.com domain nevet 1999-ben Bernie DeKoven jegyezte be, a fő célja együttműködést segítő technológiák és eszközök kutatása volt, nem a mai értelemben vett coworking fogalmat alkotta meg. Az első „irodát” 2005-ben hozta létre Brad Neuberg, aki manapság a Google sztárprogramozójaként ismert. Az első coworking iroda a San Francisco Coworking Space volt, amely a Spiral Muse nevű feminista szervezet épületében működött. Sok helyen hibásan „Kalapgyár” néven hivatkoznak a helyre. Brad Neuberg havi 300 dollárt fizetett a Spiral Musenak a bérleti díjért. A kezdeti sikerek után Neuberg létrehozta a Citizen Space-t, ami már kizárólag munkára szakosodott.
Amerikában a végéhez közeledik a kezdeti coworking őrület, mára általánosan elfogadott munkastílussá vált. Hazánkban az elmúlt években[pontosabban?] kezdődött el térhódítása. Egyre több szabadúszó és neonomád keres megfelelő közösségi munkahelyet, ahol zavartalanul de inspiráló környezetben dolgozhat.

## A közösségi munkahelyek legfőbb jellemzői
A legtöbb esetben belvárosi elhelyezkedésű, így könnyen megközelíthető, érdemes betérni akár pár órára is, például egy tárgyalás vagy megbeszélés előtt.
A megfelelő infrastruktúrával rendelkező iroda internetelérhetőséget, szkennert, nyomtatót, faxot, iratlefűzőt, flip-chart táblákat, projektort, stb. biztosít az érkezők számára. Ételt általában nem árusítanak, bár vannak olyan irodák, amelyek külön étkezővel rendelkeznek, hogy aki hoz magával ennivalót, az elfogyaszthassa.
Az irodai tevékenységet kiegészítve számos egyéb szolgáltatást is kínálnak a közösségi munkahelyek. Sok helyen az árba beépítik a kávé, tea fogyasztásának költségeit, de akadnak olyan helyek, ahol a tárgyaló- és előadótermek mellett zuhany, gyermek- és állatmegőrző is van.
Sok közösségi munkahely inkubációs funkciót is ellát, segítve a kezdő vállalkozókat és az induló vállalkozásokat. Mindezek mellett számos lehetőség adódik partneri kapcsolatok kialakítására. A különböző szakterületeken dolgozók tanácsokat, ötleteket adnak egymásnak, közösen megoldva problémáikat.

## Elterjedése
A Cisco Systems felmérése szerint világszerte körülbelül minden negyedik alkalmazott munkahelyétől fizikailag függetlenül dolgozik. Sokan élnek azzal a lehetőséggel, hogy a kötetlen munkaidőt kihasználva négy nap alatt végzik el egész heti munkájukat, meghosszabbítva a hétvégét vagy más, jövedelemkiegészítő tevékenységet végeznek. Míg 2005-ben az EU-tagországok munkavállalóinak harmada dolgozott munkahelyétől távol, addig ez az arány Magyarországon mindössze 17% volt.

## Magyarországon
A coworking munkavégzés hazánkban is egyre inkább kezd elterjedni. A folyamatot nehezíti, hogy az itthon megszokott munkastílus és a coworking elég távol állnak egymástól. Mellette szól azonban, hogy a jelenlegi gazdasági helyzet igen bizonytalan, amire rugalmassággal lehet hatékonyan reagálni. Egyre több közösségi munkahely nyílik Budapesten és vidéken (Pécsen, Szegeden, Miskolcon) is. A KAPTÁR közösségi iroda 2016-ban bekerült a Forbes magazin legjobb 10 helyezettje közé.